# Wadenstecher
Der Wadenstecher, Wadenbeißer bzw. die Gemeine Stechfliege, Stallfliege oder Brennfliege (Stomoxys calcitrans, von griechisch στόμα stoma ‚Mund, Maul‘, ὀξύς oxys ‚scharf, spitz‘ und lateinisch calcitrare ‚hinten ausschlagen‘, siehe Schadwirkung) ist eine Fliege aus der Familie der Echten Fliegen (Muscidae). Sie ist weltweit verbreitet und sieht der Stubenfliege recht ähnlich, unterscheidet sich aber von dieser durch den mit bloßem Auge deutlich erkennbaren Stechrüssel, der waagerecht unter dem Kopf hinausragt (s. Titelbild), sowie durch den abgerundeten Hinterleib. Der deutsche Name leitet sich von dem besonderen Verhalten ab, dass die Tiere meist nur im Bereich bis Kniehöhe stechen.

## Merkmale
Die Fliegen werden sechs bis sieben Millimeter lang. Im Gegensatz zur Stubenfliege besitzen sie einen nach vorne gerichteten, zugespitzten Stechrüssel (siehe Saugrüssel), der deutlich über den Kopf hinausragt. Sie sind hämatophag, saugen also Blut. Maxille und Mandibeln sind nicht vorhanden, die Stechfunktion übernehmen Labium und Labrum mit innenliegendem Hypopharynx. Die Wadenstecher sind Kapillarsauger.
Die überwiegend tagaktiven Imagines fliegen von Juni bis Oktober, vermehrt jedoch im Spätsommer und Herbst; die wärmeliebenden Stechfliegen halten sich dann sehr gerne in und an Schuppen, Ställen und Wohnräumen auf.

## Vermehrung
Nachdem sie im Verlaufe von etwa sieben Tagen drei- oder viermal Blut gesaugt haben, legen die Weibchen in der Regel 600 bis 800 Eier an Tierkot (zum Beispiel von Rindern, Pferden, Hühnern) und auf Misthaufen mit faulendem organischem Material in Gelegen von 60 bis 270 Stück ab. Dort entwickeln sich anschließend auch die Larven. Eine Überwinterung kann sowohl im Larven- wie auch im Puppenstadium erfolgen. Die Entwicklung ist stark temperaturabhängig und kann bei 19 °C in etwa 4 Wochen, bei 33 °C jedoch in 10 Tagen erfolgen.

## Schadwirkung

Kolorierte rasterelektronenmikroskopische Aufnahme des Stechrüssels

Im Gegensatz zu den Bremsen (Tabaniden) oder den meisten Mücken stechen bei der Gemeinen Stechfliege beide Geschlechter und saugen Blut bei Menschen und Haustieren. Der Saugvorgang dauert in der Regel etwa 8 bis 9 Minuten.
Beim Nutzvieh kann das Blutsaugen zu einer Verringerung des Milchertrages und des Fleisch- und Fettansatzes führen, da die Tiere durch die stechenden Imagines in ständige Unruhe versetzt werden.

## Gemeine Stechfliege als Krankheitsüberträger
Der Wadenstecher ist ein Zwischenwirt für eine Reihe von Krankheitserregern, die durch den Stich übertragen werden können.
Auch eine Übertragung des zu den Lentiviren gehörenden EIA-Virus, von Bakterien und anderen Erregern auf mechanischem Wege ist festgestellt worden. Der Saugrüssel der Gemeinen Stechfliege ist groß genug, all diese Erreger in für eine Infektion ausreichender Menge jeweils wie in einer Injektionskanüle innen und außen vorübergehend zu speichern. Wird eine Blutmahlzeit an einem infizierten Tier oder Menschen unterbrochen, können sie an ihren Mundwerkzeugen haftendes infektiöses Blut auf kurze Distanz innerhalb von etwa 30 Minuten auf ein benachbartes, noch nicht infiziertes Tier oder einen Menschen übertragen.